# Saison 5 de New York 911
Chronologie
Saison 4 Saison 6
Cet article présente le guide des épisodes de la  cinquième saison  de la série télévisée New York 911 (Third Watch).

## Distribution de la saison
- Jason Wiles (VF : Ludovic Baugin) : NYPD Officer Maurice « Bosco » Boscorelli
- Coby Bell (VF : Olivier Cordina) : NYPD Officer Tyrone « Ty » Davis, Jr.
- Skipp Sudduth (VF : Bruno Carna) : NYPD Officer John « Sully » Sullivan
- Anthony Ruivivar (VF : Luc Boulad) : FDNY Paramedic Carlos Nieto
- Eddie Cibrian (VF : Alexis Victor) : FDNY Firefighter / Lieutenant James « Jimmy » Doherty
- Molly Price (VF : Marjorie Frantz puis Sophie Lepanse) : NYPD Officer / détective Faith Yokas
- Nia Long : NYPD Officer Sasha Monroe
- Kim Raver (VF : Brigitte Berges) : FDNY Paramedic Kimberly « Kim » Zambrano
- Michael Beach (VF : Frantz Confiac) : FDNY Paramedic Monte « Doc » Parker
- Yvonne Jung : FDNY Paramedic Holly Levine
- Tia Texada : NYPD Officer / détective Maritza Cruz

## Épisodes

### Épisode 1:Vérité et mensonges
- États-Unis : 29 septembre 2003

- Bonnie Dennison : Emily Yokas
- Chris Bauer : Fred Yokas
- John Michael Bolger : Lieutenant Johnson
- Audrie Neenan : Ruth Johnson
- David Pittu : Agent FBI Roy Lane

### Épisode 2:Sans fleurs ni couronnes
- États-Unis : 6 octobre 2003

- Veronica Hamel : Beth Taylor
- Audrie Neenan : Ruth Johnson
- Joe Lisi : Lieutenant Swersky

### Épisode 3:Quarantaine
- États-Unis : 13 octobre 2003

- Jean De Baer : Shirley Yokas
- Joe Lisi : Lieutenant Swersky
- Tawny Cypress : Sharon Burns
- Yvonne Jung : Holly Levine

### Épisode 4:La Relève
- États-Unis : 20 octobre 2003

- Mia Farrow : Mona Mitchell
- DMX : Kandid Jones
- Joe Lisi : Lieutenant Swersky

### Épisode 5:Le Commun des mortels
- États-Unis : 31 octobre 2003

- Mia Farrow : Mona Mitchell
- Joe Lisi : Lieutenant Swersky
- Ann-Margret : juge Halsted
- Luke Reilly : Dr. Shea
- William Paulson : Fiero
- Paul Borghese : Marty Hill
- Thom Sesma : Dr. Ben Chow
- Nikki James : Neda
- Christopher Innvar : Degraw
- Paul Schneider : Thomas Warner
- Adam Kulbersh : Mike
- Dominic Colón : Rigo
- Andrew Boyer : Harris
- Selenis Leyva : Phyllis

### Épisode 6:La Traque
- États-Unis : 7 novembre 2003

- Hope Chernov : Marie Connelly
- Liz Larsen : Ginger
- Glenn Fleshler (en) : Gary Barnes
- Ann-Margret : Juge Barbara Halsted

### Épisode 7:Revanche
- États-Unis : 14 novembre 2003

- Liz Larsen : Ginger
- Tawny Cypress : Sharon Burns

### Épisode 8:Fureur
- États-Unis : 21 novembre 2003

- Ross Gibby : Agent FBI Kirby
- Haviland Morris : Mrs. Kenny
- Tim Ransom : Mr. Kenny
- Glenn Fleshler (en) : Gary Barnes
- Timothy Devlin : Rick Buford
- Joseph D'Onofrio : facteur

### Épisode 9:Linge sale
- États-Unis : 5 décembre 2003

- Steven Randazzo : Mr. Tanzi Sr.
- Brian Haley (en) : Detective Kent
- Maria Tucci : Civita Tanzi
- Nicholas Turturro : Allie Nardo

Bosco et Monroe interviennent sur une dispute qui dégénère : une affaire familiale est harcelée par Allie Nardo, un homme de la mafia italienne, qui veut s'emparer du marché. Mais comme cette entreprise ne compte pas se laisser faire, le fils de la famille est assassiné. Bosco et Monroe, convaincus de sa culpabilité, décident de pourrir la vie d'Allie. Ils font intervenir la brigade de pompiers et finissent par l'arrêter pour diverses infractions aux règles de sécurité, en attendant mieux. 

### Épisode 10:À chacun son cadeau
- États-Unis : 12 décembre 2003

- Adam Beach : Christian
- Joe Lisi : Lieutenant Swersky
- Bill Raymond : Jerry
- Saundra McClain : Mary Proctor

### Épisode 11:Appel au secours
- États-Unis : 9 janvier 2004

- Warren Kole : Tommy Shepherd
- Adam Sietz : témoin

### Épisode 12:Le Bleu et le noir
- États-Unis : 16 janvier 2004

- M'el Dowd : vieille dame
- Yvonne Jung : Holly Levine
- Saundra McClain : Mary Proctor
- Sakina Jaffrey : Dr. Hickman
- Jake Cherry : Sean

Monroe pense se présenter au concours de sergent. Elle parle à Cruz de son travail au quotidien dans son quartier et lui présente son neveu de six ans et les amis de celui-ci. Cruz montre son côté sensible lorsqu'elle rencontre les enfants.
Par l'intermédiaire de son tailleur Moe, spécialisé dans les uniformes, Sully fait l'éducation de Ty sur l'histoire de la police new-yorkaise. Mais une affaire se présente : deux femmes ont été retrouvées agressées et l’une d’elles affirme que ce sont deux officiers de police les coupables. Une fois la nouvelle rendue publique, le travail de la police devient bien plus compliqué en raison de la suspicion de la population. Kim manque être la victime des deux faux policiers, mais elle se défend avec la bombe lacrymogène que lui a donné plus tôt Jimmy et réussit à s'enfuir. Cruz et Bosco, patrouillant dans le secteur, sauvent Kim et interpellent les malfaiteurs, avec le renfort de Monroe et Sully.

### Épisode 13:La Vérité à tout prix
- États-Unis : 6 février 2004

- Nicholas Turturro : Aloysius 'Allie' Nardo
- Patti D'Arbanville : Rose Boscorelli
- Paul Michael Glaser : Capitaine Jack Steeper
- Yvonne Jung : Holly Levine

### Épisode 14:Fin de partie
- États-Unis : 13 février 2004

- Nicholas Turturro : Aloysius 'Allie' Nardo
- Patti D'Arbanville : Rose Boscorelli
- Joe Lisi : Lieutenant Swersky
- Richard Hoehler : OCCB Detective
- Adam Beach : Christian

### Épisode 15:Plus jamais ça
- États-Unis : 20 février 2004

- Nicholas Turturro : Aloysius 'Allie' Nardo
- Patti D'Arbanville : Rose Boscorelli
- Joe Lisi : Lieutenant Swersky
- Paul Michael Glaser : Capitaine Jack Steeper
- Bill Walsh : Walsh

### Épisode 16:Affaires de famille-1repartie
- États-Unis : 27 février 2004

- Susan Dey : Dr. Breene
- Patti D'Arbanville : Rose Boscorelli
- Vincent Curatola : Anthony Boscorelli
- Joe Lisi : Lieutenant Swersky
- Sterling K. Brown : Officier Dade
- Marcia Strassman : Laura Wynn
- Joe Badalucco : Jelly Grimaldi
- Adam Nee : Steven Haynes

### Épisode 17:Affaires de famille-2epartie
- États-Unis : 5 mars 2004

- Susan Dey : Dr. Breene
- Patti D'Arbanville : Rose Boscorelli
- Vincent Curatola : Anthony Boscorelli
- Charlie Day : Michael Boscorelli
- Joe Lisi : Lieutenant Swersky
- Sterling K. Brown : Officier Dade

### Épisode 18:Purgatoire
- États-Unis : 9 avril 2004

- Joseph Sikora : J.D. Hart
- Jay Patterson : Andy Fryar
- Marsha Dietlein (en) : Josephine Fryar

### Épisode 19:Rave party
- États-Unis : 16 avril 2004

- Joseph Sikora : J.D. Hart
- Tim Kang : Detective Kent Yoshihara
- Marcia Strassman : Sergent Laura Wynn
- Saundra McClain : Mary Proctor
- Henry Winkler : Lester Martin
- Ashley Greiner : Rebecca Martin

### Épisode 20:Sous nos yeux
- États-Unis : 23 avril 2004

- Henry Winkler : Lester Martin
- Kate Jackson : Jan Martin
- Joe Lisi : Lieutenant Swersky

### Épisode 21:Chemin de croix
- États-Unis : 30 avril 2004

- Henry Winkler : Lester Martin
- Kate Jackson : Jan Martin
- Patti D'Arbanville : Rose Boscorelli
- Vincent Curatola : Anthony Boscorelli
- Joe Lisi : Lieutenant Swersky
- Gene Simmons : Donald Mann
- Cara Buono : Grace Foster

### Épisode 22:Les Monstres
- États-Unis : 7 mai 2004

- Cara Buono : Grace Foster
- Bill Sage : Orland
- Marcia Strassman : Sergent Laura Wynn